# Lieli
Lieli är en ort i kommunen Hohenrain i kantonen Luzern i Schweiz. Den ligger cirka 17,5 kilometer norr om Luzern. Orten har cirka 250 invånare (2023).
Orten var före den 1 januari 2007 en egen kommun, men inkorporerades då i kommunen Hohenrain.